# Teilhardina magnoliana
Teilhardina magnoliana es el primate más antiguo conocido de América del Norte, descubierto en el estado de Misisipi. Llegó desde Siberia atravesando el puente terrestre, posiblemente hace más de 55,8 millones de años, aunque la fecha de los fósiles presenta controversias. El animal pesaba aproximadamente 31 gramos.